# Musée des Arts et Métiers
Musée des Arts et Métiers je muzej u Parizu u kojem se nalaze zbirke Conservatoire national des arts et métiersa, koji je osnovan 1794. godine kao skladište za zaštitu znanstvene opreme i otkrića.
Muzej je od svog osnutka smješten u samostanu Saint-Martin-des-Champs u ulici Réaumur u 3. arondismanu Pariza. Trenutno muzej, koji je 1990. godine doživio veliku obnovu, ima podružnicu uz samostan, a u samom samostanu ostali su veliki predmeti.
Muzej u svojoj kolekciji ima oko 80.000 predmeta i 15.000 slika. Među zbirkom je i originalna verzija Foucaultovog njihala.
Ovaj se muzej pojavljuje u pisanim djelima kao što je klimaktička scena romana Foucaultovo njihalo Umberta Eca.
Muzeju se može pristupiti preko stanice Arts et Métiers pariškog metroa.

## Vanjske poveznice
- Službene stranice muzeja